# 제2군수사령부
제2군수사령부(2nd Logistical Command)는 한국 전쟁, 냉전 동안 존재했었던 미국 육군의 군수 사령부였다.

## 역사

### 6.25 전쟁
1950년 7월 4일, 크룸프 가빈 준장과 참모와 대원들은 극동사령부의 명령에 따라 부산에 도착하여 유엔군사령부의 군대을 지원하기 위해 부산 기지사령부를 조직하였다. 곧 있어 7월 13일에 부산 군수사령부로 개편되었고, 다시 9월 19일에 제2군수사령부로 서수부대가 되었다. 10월 10일, 제10(X)군단이 한반도 북동부의 원산 항에 상륙한 뒤, 제10(X)군단 지원사령부인 제3군수사령부는 제8군로 전속하였다.
1951년 9월, 사령부의 대응지역이 서울, 대구, 군산 항만지역으로 나뉘었다.
1952년 7월 11일, 한국 전구에서의 통합된 군수 운영 및 전투부대에 지원을 위해 KCOMZ가 설립되었다. 제3군수사령부와 함께 예하사령부로서 전속하였다. 휴전이 체결된 후에 한반도를 떠나 세계 각지로 흩어질 때, 제2군수사령부는 해산하였다.

### 베트남 전쟁
1957년 5월 15일, 미국 류큐 열도 사령부를 지원하기 위해 오키나와현 포트 버크너에서 재소집되었다.
1962년 5월, 제9군수사령부가 주태국 미국 육군 지원대(USARSUPTHAI)에 소속되어 태국으로 옮겨가면서, 오키나와에 남은 군수사령부가 되었다. 베트남 전쟁이 발발하자, 베트남 외부에서 주월 미군 최고위지휘부인 베트남 군사원조사령부를 위한 지원부대로 지정되었다.
1972년 5월 15일에 미국 류큐 열도 육군과 함께 해체되었고, 제2군수사령부를 대신하여 오키나와의 모든 육군 부대에 지원을 맡을 오키나와 기지사령부가 설립되었다.

### 이후
3년 뒤, 1975년 12월 21일에 노스캐롤라이나주, 포트 브래그에서 제1군단지원사령부 예하 "제2지원소 (군단물류관리원)"로 재소집되었다. 1989년 12월 20일에 미국의 파나마 침공 계획인 저스트 커즈 작전에 참가하였다.

## 사령관
- 준장 리처드 S. 위트컴, 1953년

## 산하 조직

### 6.25 전쟁
- 본부 및 본부중대
- 서울 지역사령부; 1951년 9월
- 대구 지역사령부; 1951년 9월
- 부산 지역사령부; 1951년 9월
- 군산 항만 지역사령부; 1951년 9월
- 제3군수사령부; 1950년 10월 10일 ~ 1952년 10월 31일
- 제3수송군사철도근무대
- 제7수송중형항만대 - 부산 항만 운용
- 제192병기대대
- 제335병기대대
- 제772군사경찰대대
- 제226병기기지창
- 제8069부대, 부산 보충대대

### 베트남 전쟁
- 제267화학중대, 레드햇 작전

### 저스트 커즈 작전
- 제330수송센터

## 기록

### 소속
1. 제8군; 1950년
2. KCOMZ; 1952년
3. 미국 류큐 열도 육군; 1957년 5월 15일
4. 제1군단지원사령부; 1975년 12월 21일

### 계보
- 1950년 7월 4일, Pusan Base Command (Provisional)
→부산 임시기지사령부
- 1950년 7월 14일, Pusan Logistical Command
→부산 군수사령부
- 1950년 8월 12일, Pusan Quartermaster Depot
→부산 병참창
- 1950년 9월 19일, Headquarters and Headquarters Company, 2nd Logistical Command
→제2군수사령부, 본부 및 본부중대
- 1975년 12월 21일, 2d Support Center (MMC)
→제2지원소/군단물류관리원

### 표창
| 스트리머 그림 | 스트리머 이름             | 내역                                            | 명령서               | Ref   |
|               | 대한민국 대통령 부대 표창 | 한국 전쟁, 195년 8월 1일 ~ 1953년 9월 30일      | 일반명령 제1954-23호 | [ 1 ] |
|               | 대한민국 대통령 부대 표창 | 한국 전쟁, 1953년                               | 일반명령 제1955-41호 | [ 2 ] |
|               | 공로부대표창              | 동남아시아, 1965년 10월 31일 ~ 1966년 12월 31일 | 일반명령 제1968-30호 | [ 3 ] |
|               | 공로부대표창              | 동남아시아, 1968년                              | 일반명령 제1968-55호 | [ 4 ] |
|               | 공로부대표창              | 동남아시아, 1961년 1월 ~ 1970년 6월             | 일반명령 제1970-56호 | [ 5 ] |
|               | 공로부대표창              | 동남아시아, 1972년, 2차 (떡갈잎 클러스터 포함)  | 일반명령 제1972-40호 | [ 6 ] |

## 참고

### 인용
1. ↑  매튜 B. 리지웨이 (1954년 3월 31일). “General Order No. 54” (PDF). 《미국 육군 출판국》 (영어) (워싱턴 D.C.: 미국 육군부). 2019년 1월 26일에 원본 문서 (PDF)에서 보존된 문서. 2017년 10월 31일에 확인함.
2. ↑  매튜 B. 리지웨이 (1955년 6월 22일). “General Order No. 41” (PDF). 《미국 육군 출판국》 (영어) (워싱턴 D.C.: 미국 육군부). 2019년 1월 26일에 원본 문서 (PDF)에서 보존된 문서. 2017년 10월 31일에 확인함.
3. ↑  해롤드  K. 존슨 (1968년 6월 25일). “General Order No. 30” (PDF). 《미국 육군 출판국》 (영어) (워싱턴 D.C.: 미국 육군부). 2019년 1월 26일에 원본 문서 (PDF)에서 보존된 문서. 2017년 10월 31일에 확인함.
4. ↑  W. C. 웨스트모어랜드 (1968년 10월 11일). “General Order No. 55” (PDF). 《미국 육군 출판국》 (영어) (워싱턴 D.C.: 미국 육군부). 2019년 1월 26일에 원본 문서 (PDF)에서 보존된 문서. 2017년 10월 31일에 확인함.
5. ↑  W. C. 웨스트모어랜드 (1972년 10월 27일). “General Order No. 56” (PDF). 《미국 육군 출판국》 (영어) (워싱턴 D.C.: 미국 육군부). 2019년 1월 26일에 원본 문서 (PDF)에서 보존된 문서. 2017년 10월 31일에 확인함.
6. ↑  크레이튼 W. 에이브람스 (1972년 10월 27일). “General Order No. 40” (PDF). 《미국 육군 출판국》 (영어) (워싱턴 D.C.: 미국 육군부). 2019년 1월 26일에 원본 문서 (PDF)에서 보존된 문서. 2017년 10월 31일에 확인함.

### 자료
- Boose, Donald (2005). 《US Army Forces in the Korean War 1950-53》 (영어). Osprey Publishing. 36, 87~88쪽. ISBN 978-1-84176-621-8.
- Gough, Terrence J. (1987). “U.S. Army mobilization and logistics in the Korean War” (PDF) (영어). 워싱턴 D.C.: 미국 육군 역사관: 70~71. 2017년 1월 5일에 확인함.
- “1st Sustainment Command (Theater)”. 《globalsecurity.org》 (영어). 2018년 4월 29일에 확인함.